# 宮前町 (川崎市)
宮前町（みやまえちょう）は、神奈川県川崎市川崎区の町名である。住居表示に関する法律に基づく住居表示が実施されているが、丁目は設けられていない。

## 地理
川崎区の北西部に位置し、西は国道15号（第一京浜国道）、北は国道132号に面する。京急川崎駅やJR川崎駅からは東に1Kmほど離れており、川崎駅東口バスターミナルから国道132号上の宮前停留所までは川崎市営バスと川崎鶴見臨港バスの路線バスが頻発する。2本の国道が交わる宮前交差点角にはNTT東日本川崎支店、国道15号沿いに川崎南労働基準監督署、国道132号沿いに横浜地方法務局川崎支局・横浜地方検察庁川崎支部があり、隣接地で川崎南税務署のある榎町、横浜地方裁判所川崎支部や川崎県税事務所のある富士見1丁目とともに官庁街を形成する。国道沿いに商店があるほかは住宅が多い。国道からやや奥まったところに川崎市立宮前小学校、町の南東部には川崎グランドボウル（ボウリング場）がある。
川崎市には宮前区の地名があるが、かつての宮前村（みやさきむら）から転じたものであり、当地との直接の関係はない。

### 地価
商業地の地価は、2025年（令和7年）1月1日の公示地価によれば、宮前町11-4の地点で45万7000円/m²となっている。

## 歴史
1921年（大正10年）、当地に尋常川崎宮前小学校（現在の川崎市立宮前小学校）が開校。1922年（大正11年）に、神奈川県橘樹郡川崎町砂子・新宿・小土呂・堀之内の各一部から大字宮前が新設された。1924年、宮前の一部と周辺の町から宮本町が新設される。同年7月に市制施行により川崎市の大字となる。1936年（昭和11年）、町名が川崎市宮前町に変更される。1964年、宮前町の一部が東田町と宮本町に編入される。1972年には川崎市の政令指定都市移行に伴う区制施行により、川崎市川崎区宮前町となるとともに榎町の一部を編入する。

## 世帯数と人口
2025年（令和7年）6月30日現在（川崎市発表）の世帯数と人口は以下の通りである。
| 町丁   | 世帯数    | 人口    |
| ------ | --------- | ------- |
| 宮前町 | 1,136世帯 | 1,690人 |

### 人口の変遷
国勢調査による人口の推移。
| 年                 | 人口  |
| ------------------ | ----- |
| 1995年（平成7年）  | 1,195 |
| 2000年（平成12年） | 1,135 |
| 2005年（平成17年） | 1,502 |
| 2010年（平成22年） | 1,541 |
| 2015年（平成27年） | 1,490 |
| 2020年（令和2年）  | 1,615 |

### 世帯数の変遷
国勢調査による世帯数の推移。
| 年                 | 世帯数 |
| ------------------ | ------ |
| 1995年（平成7年）  | 592    |
| 2000年（平成12年） | 593    |
| 2005年（平成17年） | 822    |
| 2010年（平成22年） | 856    |
| 2015年（平成27年） | 830    |
| 2020年（令和2年）  | 1,054  |

## 学区
市立小・中学校に通う場合、学区は以下の通りとなる（2025年1月時点）。
| 番地 | 小学校             | 中学校               |
| ---- | ------------------ | -------------------- |
| 全域 | 川崎市立宮前小学校 | 川崎市立富士見中学校 |

## 事業所
2021年（令和3年）現在の経済センサス調査による事業所数と従業員数は以下の通りである。
| 町丁   | 事業所数  | 従業員数 |
| ------ | --------- | -------- |
| 宮前町 | 150事業所 | 1,688人  |

### 事業者数の変遷
経済センサスによる事業所数の推移。
| 年                 | 事業者数 |
| ------------------ | -------- |
| 2016年（平成28年） | 142      |
| 2021年（令和3年）  | 150      |

### 従業員数の変遷
経済センサスによる従業員数の推移。
| 年                 | 従業員数 |
| ------------------ | -------- |
| 2016年（平成28年） | 1,307    |
| 2021年（令和3年）  | 1,688    |

## その他

### 日本郵便
- 郵便番号 : 210-0012[3]（集配局 : 川崎港郵便局[20]）

### 警察
町内の警察の管轄区域は以下の通りである。
| 番・番地等 | 警察署     | 交番・駐在所 |
| ---------- | ---------- | ------------ |
| 全域       | 川崎警察署 | 中島町交番   |